# Pablo Álvarez García (futbolista nacido en 1997)
Pablo Álvarez García (Langreo, Asturias, 23 de abril de 1997) es un futbolista español. Juega como centrocampista en el FK Karpaty Lviv de la Primera liga de Ucrania

## Trayectoria
Natural de Langreo, es un centrocampista formado en las categorías inferiores del Eulalia Álvarez en el que estuvo desde 2001 a 2007 y del Isastur Alcázar del que fue parte desde 2007 a 2009. En 2009, ingresa en la Escuela de Fútbol de Mareo, en Gijón, para formar parte los equipos de fútbol base del Real Sporting de Gijón, en el que permanecería hasta 2013.
En julio de 2013, firma por el Villarreal CF en el que estaría durante cinco temporadas, acabando su etapa de juvenil en 2016, por lo que en la temporada 2016-17 debuta con el Villarreal Club de Fútbol "C" de la Tercera División de España, en el que juega durante dos temporadas.
En julio de 2018, firma por el Deportivo Alavés "B" de la Tercera División de España y en enero de 2019, es cedido al Club Deportivo San Ignacio, también de la Tercera División, hasta el final de la temporada 2018-19.
En julio de 2020, tras finalizar su contrato con el Deportivo Alavés, quedó libre hasta el 22 de enero de 2021, cuando firma por el PFC Cherno More Varna de la Liga Bulgaria A PFG por una temporada y media. En la temporada 2021-22, jugaría 24 partidos de liga en los que lograría seis goles con el conjunto búlgaro.
El 10 de junio de 2022, firma por el H. N. K. Rijeka de la Primera Liga de Croacia.

## Clubes
| Club                                | País     | Año       |
| ----------------------------------- | -------- | --------- |
| Villarreal Club de Fútbol "C"       | España   | 2016-2018 |
| Deportivo Alavés "B"                | España   | 2018-2020 |
| Club Deportivo San Ignacio (cedido) | España   | 2019      |
| PFC Cherno More Varna               | Bulgaria | 2021-2022 |
| H. N. K. Rijeka                     | Croacia  | 2022-     |
| FK Karpaty Lviv                     | España   | 2024-     |